# Riga (New York)
Riga ist eine US-amerikanische Town im Monroe County des Bundesstaats New York. Das U.S. Census Bureau hat bei der Volkszählung 2020 eine Einwohnerzahl von 5.586 ermittelt. Riga ist ein Vorort der Stadt Rochester.

## Geografie
Riga grenzt im Norden an Ogden, im Osten an Chili, im Westen an das Genesee County und im Süden an das Genesee County und Wheatland. Die Interstate 490 durchquert den Ort.

## Geschichte
Im 18. Jahrhundert war das Land des heutigen Riga Teil des "Mill Seat Tract", das beim Phelps und Gorham Purchase erworben wurde. Bald darauf erwarb Robert Morris aus Philadelphia das Land und verkaufte es an das Anwesen von Sir William Pulteney, 5th Baronet.
Das Gebiet von Riga war ursprünglich Teil des Ontario County, das 1789 von New York eingerichtet wurde. Später wurde es Teil des Genesee County. Die erste organisierte Stadt zwischen dem Genesee River und dem Eriesee war Northampton. Im Jahr 1802 wurde Northampton in Leicester, Batavia, Southampton, Northampton und East und West Pulteney – nach Sir William Pulteney – aufgeteilt. Im Jahr 1808 wurden East und West Pulteney zu East und West Riga, und 1809 wurde die Stadt Riga gegründet.

## Demografie
Nach der Volkszählung von 2010 leben in Riga 5590 Menschen. Die Bevölkerung teilte sich 2017 auf in 94,5 % nicht-hispanische Weiße, 1,3 % Afroamerikaner, 0,2 % amerikanische Ureinwohner, 0,8 % Asiaten und 0,9 % mit zwei oder mehr Ethnizitäten. Hispanics oder Latinos machten 2,2 % der Bevölkerung aus. Das mittlere Haushaltseinkommen lag bei 75.450 US-Dollar und die Armutsquote bei 4,4 %.